# ニュー・ミュージアム・オブ・コンテンポラリー・アート
ニュー・ミュージアム・オブ・コンテンポラリー・アート（New Museum of Contemporary Art）あるいは日本語で新現代美術館は、アメリカ合衆国ニューヨーク市マンハッタン区ロウアー・イースト・サイドにある、現代美術専門の美術館である。

## 沿革
1977年にマーシャ・タッカー (Marcia Tucker) によって開館した。当初はニュースクール大学のGraduate Centre (65 Fifth Avenue) のスペースを使っていた。1983年にソーホーのAstor Building (583 Broadway) に移転した。2001年から1年間、チェルシー・アート・ミュージアムの1階を賃貸した。2005年にニューヨーク市長マイケル・ブルームバーグからの寄付を含め、ニューヨーク・カーネギー財団より2,000万ドルの寄付を受けた。
2007年12月にマンハッタンのバワリー地区プリンス通りに移転し、再開館した。新しい建物は日本の建築家、妹島和世・西沢立衛（SANAA）とゲンスラー (Gensler) によって設計され、展示スペースが大きく拡張された。
比較的無名の芸術家の作品や、実験的で革新的な作品の展示を行うことが多い。

## 参照
1. ↑  Roberts, Sam (2005年7月6日). “City Groups Get Bloomberg Gift of $20 Million”. The New York Times 2010年5月20日閲覧。